# 朱應雲
朱應雲（1493年—？年），字從龍，浙江嘉興府海鹽縣人，醫籍，治《書經》，明朝政治人物。

## 生平
嘉靖元年（1522年）壬午科順天府鄉試第六十名舉人。嘉靖十七年（1538年）中式戊戌科會試第二百八十八名，登第二甲第二名進士。官刑部主事，十九年（1540年）谪通州同知，因贪赃害怕被人告发，將其下狱幽死，不久遷任邵武府通判，自念当抵罪，惊悸而死

## 家族
曾祖朱全；祖父朱玉，壽官；父朱縉，母馮氏。永感下。兄雷、弟電、霽、霑。